# Selena Millares

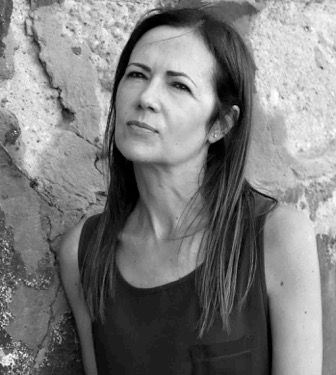
Selena Millares (2017)

Selena Millares (* 1963 in Las Palmas de Gran Canaria) ist eine spanische Schriftstellerin und Professorin.
Sie wurde in Las Palmas de Gran Canaria geboren und promovierte in Literatur an der Universidad Complutense de Madrid. Sie lebte in Minneapolis, Paris, Berlin, Santiago de Chile und Alghero. Seit 1996 hat sie einen Lehrstuhl als Professorin an der Universidad Autónoma de Madrid inne. Sie ist Autorin vieler Essays und schuf verschiedene kreative Werke (Lyrik, Prosa, Malerei), die einen interdisziplinären Dialog und die Rückkehr zum ursprünglichen Humanismus, der auf der integralen Konzeption der Kunst und des Denkens basiert, vorschlägt.

## Auszeichnungen
- 2013, Internationaler Gedichtpreis der Stadt von Sassari, Italien.
- 2014, Internationaler Literaturpreis Antonio Machado, Collioure, Frankreich.[4]

## Werke
- Páginas de arena (Lyrik), 2003
- Isla del silencio (Lyrik), 2004
- Cuadernos de Sassari (Lyrik), 2013
- Sueños del goliardo (Lyrik und Malerei), 2013
- Isla y sueño (Katalog und Gedichte), 2014
- El faro y la noche (Roman), 2015

## Essays
- La maldición de Scheherazade, 1997
- Rondas a las letras de Hispanoamérica, 1999
- Neruda: el fuego y la fragua, 2008
- La revolución secreta, 2010
- De Vallejo a Gelman, 2011
- Prosas hispánicas de vanguardia, 2013